# Flora (Norvège)
Pour les articles homonymes, voir Flora.
Flora est une ancienne kommune de Norvège. Elle est située dans le comté de Sogn og Fjordane.